# 퀴놀론
퀴놀론(quinolone)은 다음을 뜻할 수 있다.
- 2-퀴놀론
- 4-퀴놀론
- 퀴놀론계 항생제

| Disambiguation icon | 이 문서는 명칭이 같은 여러 화합물을 연결하는 색인 문서입니다. |